# Polyommatus atlantica
Polyommatus atlantica (Atlasturkooisblauwtje) is een vlinder uit de familie Lycaenidae. De wetenschappelijke naam van de soort ia gepubliceerd in 1905 door Henry John Elwes.

## Verspreiding
De soort komt voor in Marokko (Hoge Atlas tussen 1700 en 2700 meter hoogte, Midden-Atlas en Westelijke Rifgebergte tussen 1300 en 2100 meter) en Noordoost-Algerije (Aures en Djurdjura-gebergte tussen 1700 en 2500 meter hoogte).

## Vliegtijd
Het Atlasturkooisblauwtje vliegt in twee generaties, van eind mei tot in juli en van augustus tot in september.

## Waardplanten
De rups leeft op Anthyllis vulneraria.

## Ondersoorten
- Polyommatus atlantica atlantica (Elwes, 1905) (Hoge Atlas)
  - = Plebicula atlantica atlantica Elwes, 1905
- Polyommatus atlantica weissi (Dujardin, 1977) (Midden-Atlas en Westelijke Rifgebergte)
  - = Plebicula atlantica weissi Dujardin, 1977
- Polyommatus atlantica barraguei Dujardin, 1977 (Algerije)
  - = Plebicula atlantica barraguei (Dujardin, 1977)